# المؤتمر الوطني الديمقراطي 2024
المؤتمر الوطني الديمقراطي 2024 هو مؤتمر ترشيح رئاسي سوف يصوت فيه مندوبو الحزب الديمقراطي الأمريكي على برنامج الحزب ويبلغون رسميًا عن تصويتهم لترشيح نائبة الرئيس كامالا هاريس للرئاسة وتأكيد ترشيح زميلتها لمنصب نائب الرئيس في الانتخابات الرئاسية لعام 2024. ومن المقرر عقده في الفترة من 19 إلى 22 أغسطس 2024 في مركز يونايتد في شيكاغو، إلينوي. في 2 أغسطس، حصلت هاريس على أغلبية أصوات المندوبين وبذلك سوف تصبح رسميًا المرشحة الرئاسية عند إغلاق التصويت في 5 أغسطس. يصوت المندوبون عبر الإنترنت وعبر الهاتف، بدءًا من 1 أغسطس، مع هاريس باعتبارها المرشحة الوحيدة التي لديها ما يكفي من دعم المندوبين لتكون على ورقة الاقتراع. سوف تصبح هاريس أول امرأة سوداء وأول أمريكية آسيوية تكون المرشحة الرئاسية لحزب سياسي رئيسي في الولايات المتحدة، وأول مرشحة رئاسية ديمقراطية من غرب الولايات المتحدة.
في وقت سابق، في 12 مارس، أصبح الرئيس الحالي جو بايدن المرشح المفترض ضد معارضة رمزية خلال الانتخابات التمهيدية. أدت النزاعات مع مواعيد الاقتراع إلى دفع اللجنة الوطنية الديمقراطية إلى التصويت في 20 يونيو للسماح بالتصويت المبكر للترشيح عبر الإنترنت. بعد أدائه في المناظرة في 27 يونيو وقراره في 21 يوليو بسحب ترشيحه، أيد بايدن هاريس، التي حصلت على دعم كاف من مندوبي المؤتمر لجعلها المرشحة المفترضة الجديدة في اليوم التالي. وصفت صحيفة نيويورك تايمز الظروف غير العادية بأنها بداية حملة لا مثيل لها في العصر الحديث.

## اختيار الموقع

### التطورات المبكرة
في خضم تقليص حجم المؤتمر الوطني الديمقراطي لعام 2020 الذي عقد في أجزاء مختلفة من الولايات المتحدة، بما في ذلك المدينة الرئيسية ميلووكي، ويسكونسن، في صيغة افتراضية تأثرت بسبب جائحة كوفيد-19، كان هناك نقاش بين بعض الأفراد البارزين في ميلووكي حول سعي المدينة لاستقبال مؤتمر عام 2024 كتعزية. كانت هناك تكهنات بأنه بسبب الظروف المحيطة بتقليص حجم مؤتمر عام 2020، ستكون ميلووكي في طليعة المرشحين لاستضافة المؤتمر إذا سعت إلى ذلك. كان عمدة ميلووكي توم باريت منفتحًا على استضافة المدينة لمؤتمر ديمقراطي أو جمهوري في عام 2024.
في صيف عام 2021، أرسل رئيس اللجنة الوطنية الديمقراطية جيمي هاريسون رسائل إلى أكثر من عشرين مدينة يدعوهم فيها إلى تقديم عطاءات لاستضافة المؤتمر.
كان المسؤولون في كولومبوس بولاية أوهايو قد ناقشوا منذ عام 2019 على الأقل محاولة السعي إلى عقد مؤتمر الحزب الديمقراطي أو الجمهوري في عام 2024.
بعد أن كانت واحدة من حوالي عشرين مدينة دعاها هاريسون لتقديم عطاءات، كتبت باريت إلى هاريسون خطابًا يشير إلى اهتمام المدينة باستضافة مؤتمر الحزب لعام 2024. كما تقدمت ميلووكي أيضًا بطلب لاستضافة المؤتمر الوطني الجمهوري لعام 2024.
اتخذت ناشفيل بولاية تينيسي إجراءات لمتابعة المؤتمر الديمقراطي. كما تقدمت ناشفيل بطلب لاستضافة المؤتمر الوطني الجمهوري.
وضع كبار الديمقراطيين من إلينوي، بما في ذلك الحاكم جيه بي بريتزكر، والسيناتور تامي داكوورث، ورئيسة البلدية لوري لايتفوت، الأساس لاستضافة المؤتمر في شيكاغو. استضافت شيكاغو أكبر عدد من مؤتمرات ترشيح الحزب الرئيسي للرئاسة من أي مدينة (14 مؤتمرًا جمهوريًا، و11 مؤتمرًا ديمقراطيًا). كان المؤتمر الوطني الديمقراطي لعام 1968 غارقًا في العنف بين المتظاهرين المناهضين للحرب وشرطة شيكاغو. وشهد المؤتمر الأخير (المؤتمر الوطني الديمقراطي لعام 1996) إعادة ترشيح بيل كلينتون وآل جور. في 3 مايو 2022، أطلقت شيكاغو موقعًا على الويب للترويج للمدينة كمضيف محتمل للمؤتمر. تشمل المرافق في شيكاغو المذكورة كمواقع أساسية محتملة مركز يونايتد، ووينتراست أرينا، ورصيف البحرية.
في مايو 2022، أعلنت أتلانتا ومدينة نيويورك أيضًا عن تقديم عطاءات للمؤتمر. لم يكن من المتوقع أن تتقدم مدينة نيويورك بعطاءات من قبل.

### عملية تقديم العروض الرسمية
قدمت أتلانتا وشيكاغو وهيوستن ومدينة نيويورك عروضها بحلول الموعد النهائي في 28 مايو 2022. في يناير 2023، أكد مسؤولو اللجنة الوطنية الديمقراطية أن المدن النهائية ستكون أتلانتا وشيكاغو ومدينة نيويورك، مع عدم اعتبار هيوستن بعد الآن.
في وقت مبكر من عرض شيكاغو، بالإضافة إلى اقتراح يونايتد سنتر كمكان أساسي وماكورميك بليس كمكان محتمل لأعمال المؤتمرات الثانوية، طرح متحف الحرم الجامعي ورصيف البحرية ووينتراست أرينا أيضًا كمرافق يمكن استخدامها أيضًا لأعمال المؤتمرات الثانوية. كان عرض شيكاغو مدعومًا بشكل رئيسي من قبل حاكم إلينوي جيه بي بريتزكر وعمدة شيكاغو لوري لايتفوت. أشاد مؤيدو العرض بالمطارات الكبيرة في المدينة والمعالم الثقافية والموقع المركزي لأماكن المؤتمرات والفنادق حيث سيقيم المندوبون والزوار الآخرون. لقد زعموا أن موقع شيكاغو في الغرب الأوسط سيكون حكيمًا نظرًا للأهمية الكبيرة للديمقراطيين في ولايتي الجدار الأزرق القريبتين ويسكونسن وميشيغان. ألقى زعماء الحزب الديمقراطي في ولايات الغرب الأوسط الأخرى بدعمهم وراء محاولة شيكاغو. كما أشادوا بأن فنادق المدينة توظف عمومًا عمال نقابيين. تعهد الحاكم بريتزكر، الملياردير الذي ساهم بمبالغ كبيرة لجمع التبرعات للمنظمة من أجل جهود شيكاغو، للحزب الديمقراطي بأن الحزب نفسه لن يتكبد أي خسائر مالية من تنظيم المؤتمر. تعهد المرشحون المتبقون لمنصب عمدة شيكاغو في جولة الإعادة لانتخابات عمدة شيكاغو عام 2023، براندون جونسون وبول فالاس، بتقديم دعمهم لجهود المدينة لاستضافة المؤتمر. كان من المتوقع أن يساعد فوز جونسون التقدمي على فالاس الأكثر محافظة في جولة الإعادة في المدينة في تحسين آفاق شيكاغو.
زعم مؤيدو محاولة أتلانتا أن عقد مؤتمر في مدينتهم يمكن أن يساعد الديمقراطيين في تحقيق تقدم سياسي في الجنوب، مشيدون بتاريخ المدينة في نشاط الحقوق المدنية وصعود ولايتها مؤخرًا في عام 2020 لتصبح ولاية متأرجحة رئيسية في الانتخابات الرئاسية ومجلس الشيوخ الأمريكي. وقد رد مؤيدو نيويورك وشيكاغو على هذه النقاط، حيث انتقدوا افتقار المدينة إلى الفنادق النقابية وقانون الحق في العمل في الولاية باعتباره متعارضًا مع تحالف الحزب مع العمال المنظمين.
في 11 أبريل 2023، أعلن اختيار شيكاغو كموقع للمؤتمر، مع مركز يونايتد ليكون المكان الأساسي وماكورميك بليس ليكون منشأة ثانوية تستخدم لأنشطة المؤتمر المختلفة في الأيام الأولى. تقع شيكاغو ومدينة ميلووكي المضيفة للمؤتمر الوطني الجمهوري التي تم اختيارها سابقًا على بعد حوالي 90 ميلًا على ساحل بحيرة ميشيغان. لم يحدث منذ عام 1972، عندما تقاسمت كل من المؤتمرات مدينة مضيفة، أن تم عقد مؤتمرات الحزب الرئيسي في مكان قريب إلى هذا الحد. تعد إلينوي ولاية ديمقراطية راسخة. لم يختر أي حزب عقد مؤتمره في ولاية غير متأرجحة منذ انتخابات عام 2004، على الرغم من أن شيكاغو تقع على بعد بضع ساعات بالسيارة من ولايتي ويسكونسن وميتشغان المتأرجحتين.